# Unterlagsrebe

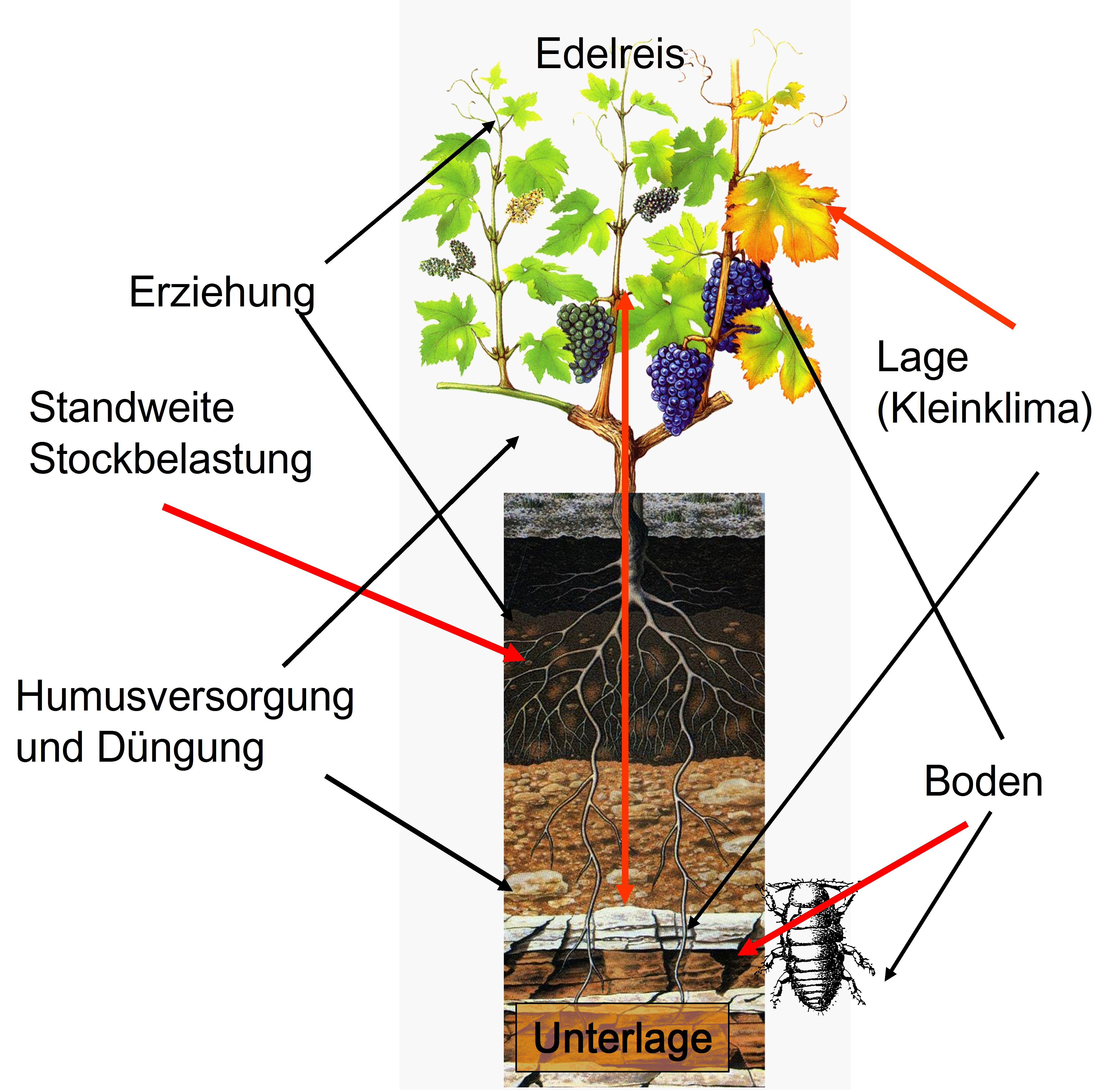
Ober- und unterirdische Organe eines Rebstockes. Einflussfaktoren der Unterlagenwahl

Die Unterlage eines Rebstocks wird Unterlagsrebe genannt. Sie dient dazu, den Weinstock reblausfest zu machen, und bildet seinen Wurzelstamm mit dem gesamten Wurzelsystem. Durch die Kombination einer reblauswiderstandsfähigen Unterlagensorte mit einer Edelsorte wird die Wurzelreblaus biotechnisch bekämpft. Die Herstellung der Pfropfreben (Veredelungen) für die Neuanlage eines Weingartens erfolgt in Rebschulen.
Die europäischen Kulturreben (Vitis vinifera), die früher auf eigener Wurzel standen (Direktträger, wurzelechte Rebstöcke), wurden ab Mitte des 19. Jahrhunderts von der aus Amerika eingeschleppten Reblaus befallen. Dieser Schädling kam zunächst nach Frankreich und breitete sich schnell in den europäischen Weinanbaugebieten aus. Dort richtete er verheerende Schäden an. Die Reblaus verursachte an den Wurzeln der Europäerreben Anschwellungen (Tuberositäten), die zu anschließendem Pilzbefall und in der Folge zum Absterben der Rebstöcke führten.
Um den europäischen Weinbau zu retten, benutzte man amerikanische Wildrebenarten als Unterlagsreben für die europäischen Edelreben. Die amerikanischen Reben sind gegen die Reblaus widerstandsfähiger oder sogar ganz resistent. Die Reblaustoleranz beruht auf der Bildung einer Korkschicht, welche die Ausbreitung der Tuberositäten eingrenzt, eine Vermehrung der Rebläuse wird dadurch aber nicht verhindert. Bei starkem Befallsdruck zeigen auch Pfropfreben Rückgangserscheinungen. Die meisten heute in Europa verwendeten Unterlagsreben sind Abkömmlinge der drei amerikanischen Wildarten Vitis riparia, Vitis rupestris und Vitis berlandieri, Kreuzungen derselben oder Hybriden amerikanischer Wildarten mit der Vitis vinifera.
Auswahlkriterien: ausreichende Reblaustoleranz oder -resistenz, Wüchsigkeit, Kalkverträglichkeit, Trockentoleranz, Frosttoleranz.

## Unterlagensorten
Hybride aus Vitis berlandieri × Vitis riparia
- Kober 5 BB
- Kober 125 AA
- Selektion Oppenheim 4 (SO4)
- Binova
- Teleki 5 C (5 C Geisenheim)
- Teleki 8 B
- Couderc 161-49
- 420 A Millardet et de Grasset

Hybride aus Vitis berlandieri × Vitis rupestris
- Paulsen 1103
- Richter 110
- Ruggeri 140

Hybride aus Vitis riparia × Vitis cinerea
- Börner
- Rici
- Cina

Hybride aus Vitis riparia × Vitis rupestris
- 3309 Couderc
- 101-14 Millardet et de Grasset

Hybride aus Vitis solonis x Vitis riparia 1 G
- Sori

Hybride aus Vitis berlandieri × Vitis riparia × Vitis rupestris
- Gravesac

Hybride aus amerikanischen und europäischen Vitisarten
- Fercal
- 41 B Millardet et de Grasset
- Aripa 143 A

## Zulassung zum Anbau von Unterlagensorten
In manchen europäischen Ländern wie z. B. Deutschland sind nur bestimmte Unterlagensorten zum Anbau zugelassen, was die Verordnung zur Bekämpfung der Reblaus (Reblausverordnung) vom 27. Juli 1988 (BGBl. I S. 1203) regelt.
Stand 2019 sind für den Anbau in Deutschland zugelassen: Kober 5 BB, Kober 125 AA, 5 C Geisenheim, Selektion Oppenheim 4 (SO 4), Binova, Teleki 8 B, 3309 Couderc, Börner, Cina, Rici, Richter 110, 161-49 Couderc, 420 A Millardet et de Grasset, 1103 Paulsen und Sori.